# Bheramara (underdistrikt)
Bheramara är ett underdistrikt i Bangladesh. Det ligger i den centrala delen av landet, 150 kilometer väster om huvudstaden Dhaka.
Trakten runt Bheramara består till största delen av jordbruksmark. Runt Bheramara är det mycket tätbefolkat, med 1 886 invånare per kvadratkilometer.